# Kościół św. Marcina w Palędziu Kościelnym
Kościół świętego Marcina w Palędziu Kościelnym – rzymskokatolicki kościół parafialny należący dop parafii pod tym samym wezwaniem (dekanat mogileński archidiecezji gnieźnieńskiej).
jest to świątynia wzniesiona w latach 1808-1810 dzięki staraniom opata trzemeszeńskiego Franciszka Tańskiego na miejscu poprzedniej, zniszczonej przez pożar w 1806 roku. Wybudowano ją na planie krzyża, pierwotnie posiadała konstrukcję szachulcową, następnie została obmurowana. Kościół charakteryzuje się skąpymi cechami barokowymi, wnętrze jego jest jednonawowe z transeptem, we wnętrzu znajduje się wyposażenie w stylu neobarokowym z XVIII i XIX wieku. Świątynia została konsekrowana w dniu 26 czerwca 1931 roku. Z zabytków zachowały się: cztery ołtarze boczne z XIX wieku, 2 rzeźby świętych i 6 aniołków w stylu barokowym z XVIII wieku a także obraz św. Rocha namalowany około połowy XIX wieku.